# Lohra (gmina)
Lohra – miejscowość i gmina w kraju związkowym Hesja, w rejencji Gießen, w powiecie Marburg-Biedenkopf.

## Współpraca
Miejscowość partnerska:
- Dziemiany, Polska
- Steinbach-Hallenberg, Turyngia
- Vivonne, Francja